# 科顏氏
科顏氏（Kiehl's LLC）是美國的一家化妝品公司。

## 历史
在其創業之初的1851年，科顏氏是一家位於曼哈頓的藥妝店。2000年，科顏氏被歐萊雅收購。現在科顏氏在全世界有超過250個店鋪，並有超過1000家銷售點。